# Zdeněk Koukal (1984)
Zdeněk Koukal (* 14. března 1984) je bývalý český fotbalový záložník, naposledy hrající za australský celek Kingston City FC.
V červenci 2015 posílil český výběr fotbalistů bez angažmá pod hlavičkou ČAFH, který na mezinárodním evropském turnaji FIFPro vyhrál titul.
Po skončení hráčské kariéry se pustil do trénování. V sezoně 2017/18 dělal Romanu Nádvorníkovi asistenta u FC MAS Táborsko a na podzim 2018 i u MFK Karviná. Na jaře 2019 působil jako asistent Milana Nouska u celku FC Písek. V červenci 2019 začal trénovat mládež FK Viktoria Žižkov, kde od července 2020 působí i u "A" týmu.